# Cécile Lazzarotto
Cécile Lazzarotto (7 de abril de 1985) es una deportista francesa que compitió en ciclismo en la modalidad de BMX. Ganó una medalla de bronce en el Campeonato Mundial de Ciclismo BMX de 2006 y una medalla de bronce en el Campeonato Europeo de Ciclismo BMX de 2006.

## Palmarés internacional
| Campeonato Mundial | Campeonato Mundial    | Campeonato Mundial | Campeonato Mundial |
| Año                | Lugar                 | Medalla            | Competición        |
| ------------------ | --------------------- | ------------------ | ------------------ |
| 2006               | São Paulo (Brasil)    | Medalla de bronce  | Carrera            |
| Campeonato Europeo |                       |                    |                    |
| Año                | Lugar                 | Medalla            | Competición        |
| 2006               | Cheddar (Reino Unido) | Medalla de bronce  | Carrera            |